# Nicolas Renavand
Nicolas Renavand (25 juni 1982) is een Franse tennisspeler. Hij heeft nog geen ATP-toernooi gewonnen. Wel deed hij al mee aan grandslamtoernooien. Hij heeft zes challengers in het dubbelspel op zijn naam staan.

## Palmares dubbelspel
| Nr.                              | Datum            | Toernooi            | Ondergrond    | Partner               | Tegenstanders in finale              | Score               |
| -------------------------------- | ---------------- | ------------------- | ------------- | --------------------- | ------------------------------------ | ------------------- |
| Gewonnen challengers herendubbel |                  |                     |               |                       |                                      |                     |
| 1.                               | 21 augustus 2006 | Buchara             | Hardcourt     | Nicolas Tourte        | Rohan Bopanna Aisam-ul-Haq Qureshi   | 2-6, 6-3, [10-8]    |
| 2.                               | 18 oktober 2010  | Orléans             | Hardcourt (I) | Pierre-Hugues Herbert | Sébastien Grosjean Nicolas Mahut     | 7-6(3), 1-6, [10-6] |
| 3.                               | 28 februari 2011 | Cherbourg-Octeville | Hardcourt (I) | Pierre-Hugues Herbert | Nicolas Mahut Édouard Roger-Vasselin | 3-6, 6-4, [10-5]    |
| 4.                               | 17 oktober 2011  | Orléans             | Hardcourt (I) | Pierre-Hugues Herbert | David Škoch Simone Vagnozzi          | 7-5, 6-3            |
| 5.                               | 10 juni 2013     | Blois               | Gravel        | Jonathan Eysseric     | Ruben Gonzales Chris Letcher         | 6-3, 6-4            |
| 6.                               | 7 juli 2013      | Timișoara           | Gravel        | Jonathan Eysseric     | Ilija Vučić Miljan Zekić             | 6-7(6), 6-2, [10-7] |

## Resultaten grote toernooien
| Legenda | Legenda                          |
| ------- | -------------------------------- |
| g.t.    | geen toernooi gehouden           |
| l.c.    | lagere categorie                 |
| –       | niet deelgenomen                 |
| G       | uitgeschakeld in de groepsfase   |
| 1R      | uitgeschakeld in de eerste ronde |
| 2R      | uitgeschakeld in de tweede ronde |
| 3R      | uitgeschakeld in de derde ronde  |
| 4R      | uitgeschakeld in de vierde ronde |
| KF      | uitgeschakeld in de kwartfinale  |
| HF      | uitgeschakeld in de halve finale |
| F       | de finale verloren               |
| W       | het toernooi gewonnen            |
| w-v     | winst/verlies-balans             |

### Mannendubbelspel
| Grandslamtoernooien   |      |      |      |      |        |
| Australian Open       | –    | –    | –    | –    | 0-0    |
| Roland Garros         | 1R   | 1R   | 1R   | 1R   | 0–4    |
| Wimbledon             | –    | –    | –    | –    | 0-0    |
| US Open               | –    | –    | –    | –    | 0-0    |
| Winst-verlies         | 0–1  | 0–1  | 0-1  | 0-1  | 0-4    |
| ATP World Tour Finals |      |      |      |      |        |
| ATP World Tour Finals | –    | –    | –    | –    | 0-0    |
| ATP Masters 1000      |      |      |      |      |        |
| Indian Wells          | –    | –    | –    | –    | 0-0    |
| Miami                 | –    | –    | –    | –    | 0-0    |
| Monte Carlo           | –    | –    | –    | –    | 0-0    |
| Rome                  | –    | –    | –    | –    | 0-0    |
| Hamburg               | –    | l.c. | l.c. | l.c. | 0–0    |
| Madrid                | –    | –    | –    | –    | 0-0    |
| Montreal/Toronto      | –    | –    | –    | –    | 0–0    |
| Cincinnati            | –    | –    | –    | –    | 0-0    |
| Shanghai              | l.c. | –    | –    | –    | 0–0    |
| Parijs                | –    | –    | KF   | –    | 2–1    |
| Olympische Spelen     |      |      |      |      |        |
| Olympische Spelen     | g.t. | g.t. | –    | g.t. | 0-0    |
| Statistieken          |      |      |      |      |        |
| Totaal aantal titels  | 0    | 0    | 0    | 0    | 0      |
| Totaal winst-verlies  | 0-1  | 1-2  | 2-3  | 0-1  | 3-7    |
| Eindejaarsranking     | 287  | 139  | 143  | 177  | n.v.t. |